# The Final Countdown (песня)
«The Final Countdown» — песня шведской рок-группы Europe. Написана вокалистом группы Джоуи Темпестом в 1986 году. Первый сингл из одноимённого альбома.
Клип, спродюсированный Ником Моррисом, содержал кадры из предыдущих концертов группы.
По словам Темпеста, на формирование его музыкальных вкусов и написание «The Final Countdown» в частности, оказал влияние сингл «Space Oddity» Дэвида Боуи: «Он обладает совершенно восхитительным объёмом, очаровавшим меня. Дэвид Боуи рассуждает о „плавании в консервной банке“ — меня это очень зацепило. Именно эта мысль крутилась в голове, когда я сочинял текст для „The Final Countdown“. Сначала у меня была музыка, которую я играл раз за разом и пел разные слова, до тех пор, пока не попробовал „The Final Countdown“, который отлично вписался. Мой посыл был в том, что мир расширяется, и мы уходим — мы растворяемся в космосе. Так что текст „Space Oddity“ действительно зажёг эту мысль».
Основой для композиции послужил синтезаторный рифф, придуманный Темпестом ещё в начале 1980-х. В студии этот рифф записывался с использованием одновременно двух синтезаторов: Yamaha DX7 и Roland JX-8P.
Семпл песни используется шведской пауэр-метал-группой Sabaton в качестве вступительной композиции на концертах.
Музыкальный видеоклип на песню по состоянию на 2025 год набрал на YouTube более 1,3 миллиардов просмотров.

## В записи участвовали
- Джоуи Темпест — вокал
- Джон Норум — гитары
- Джон Левен — бас-гитара
- Мик Микаэли — клавишные
- Иэн Хоглунд — ударные

## Каверы
На композицию были записаны несколько кавер-версий другими исполнителями и группами, разных направлений, наиболее известные из которых: по звучанию фактически повторяющая оригинал от итальянцев Vision Divine, акапелла-версия от Van Canto и от финской мелодэт-группы Norther.

## В культуре
В сериале «Замедленное развитие» под эту песню пытается выполнять свои фокусы Джордж Оскар Блут.

## Чарты
| Год  | Чарт                     | Позиция |
| ---- | ------------------------ | ------- |
| 1986 | French Singles Chart     | 1       |
| 1986 | German Singles Chart     | 1       |
| 1986 | Irish Singles Chart      | 1       |
| 1986 | Dutch Top 40             | 1       |
| 1986 | Swedish Singles Chart    | 1       |
| 1986 | Swiss Singles Chart      | 1       |
| 1986 | UK Singles Chart         | 1       |
| 1986 | Italian Singles Chart    | 1       |
| 1986 | Norwegian Singles Chart  | 4       |
| 1986 | Billboard Hot 100        | 8       |
| 1986 | Mainstream Rock Tracks   | 18      |
| 2000 | Swedish Singles Chart    | 6       |
| 2000 | Finnish Singles Chart    | 12      |
| 2000 | Norwegian Singles Chart  | 12      |
| 2000 | Australian Singles Chart | 33      |
| 2000 | German Singles Chart     | 35      |
| 2000 | UK Singles Chart         | 36      |

## Сертификации
| Страна         | Организация  | Сертификация | Продажи   |
| -------------- | ------------ | ------------ | --------- |
| Канада         | Music Canada | золотой      | 50 000    |
| Франция        | SNEP         | платиновый   | 1 000 000 |
| Великобритания | BPI          | золотой      | 500 000   |